# Khambalia
Khambalia eller Lambda Virginis ( λ Virginis, förkortat Lambda Vir,  λ Vir) som är stjärnans Bayerbeteckning, är en dubbelstjärna belägen i sydöstra delen av stjärnbilden Jungfrun. Den har en kombinerad skenbar magnitud på +4,52 och är synlig för blotta ögat. Baserat på parallaxmätning inom Hipparcosuppdraget på 18,8 mas, beräknas den befinna sig på ett avstånd av ca 173 ljusår (53 parsek) från solen.

## Egenskaper
Khambalia är en blå stjärna i huvudserien av typ A och av spektralklass A1V. Stjärnan har en massa som är 1,9 gånger större än solens och har en radie som är 2,35 gånger solens radie. Den utsänder från sin yttre atmosfär 21 gånger mer energi än solen vid en effektiv temperatur på 8  280 K.
Khambalia är en spektroskopisk dubbelstjärna med en omloppsperiod på 206,7 dygn och en excentricitet av 0,0610. Halva storaxeln av banan har en vinkelstorlek på 0,02 bågsekunder, vilket på stjärnans avstånd från jorden motsvarar ett fysiskt spann på 1,050 ± 0,007 AE. Omloppsbanan lutar med en vinkel på 110° mot siktlinjen från jorden. Tidvattenteorin förutsäger att så småningom kommer omloppsbanan att cirkulera och stjärnornas rotationshastigheter kommer att synkroniseras med dess omloppsrörelse. Detta kommer emellertid att ske över en tidsskala på mer än 1,2 miljarder år, medan deras beräknade ålder är 935 miljoner år.